# Vibeke Skofterud
Vibeke Westbye Skofterud (født 20. april 1980, død 29. juli 2018) var en norsk langrendsløber. Hun vandt guld i 4 × 5 km stafetten ved vinter-OL 2010 i Vancouver. 
Skofterud vandt et komplet sæt på 4 × 5 km stafetmedaljer ved FIS Nordiske skimesterskab (guld: 2005, guld: 2011, sølv: 2003, bronze: 2007) og opnåede sin bedste individuelle resultat med en trettendeplads i 55 km dobbelt forfølgelse i 2003.
Skofterud deltog første gang ved de olympiske vinterlege i 2002 i Salt Lake City. Her deltog hun i sprint, hvor hun blev nummer 21, på 15 km med en 28. plads, på 30 km, hvor hun blev nummer otte, samt på 5/5 km forfølgelsesløbet, hvor hun blev nummer 28.
Hendes første individuelle sejr kom i et forfølgelsesløb i Norge i 2006.
I 2012 blev Skofterud den første nordmand, der vandt Vasaloppet officielle dameklasse. Hun satte en ny rekordtid, 4.08,24, mere end 8 minutter hurtigere end den tidligere rekord fra 1998.
Ved vinter-OL 2010 deltog hun udover i stafetløbet også i 10 km-løbet, hvor hun blev nummer 22, mens hun udgik på 15 km-distancen.
World cup-sæsonen 2012/2013 viste sig at være vanskelig for Skofterud på grund af sygdom og skader, og hun blev tvunget til at afslutte sæsonen halvvejs igennem. Hun kom tilbage på landsholdet den følgende vinter, men hendes resultater var mindre tilfredsstillende.[kilde mangler] Efter det ikke lykkedes hende at kvalificere sig til vinter-OL 2014 annoncerede Skofterud sin pensionering fra landsholdet til fordel for en karriere i ski-maraton.
Hun trak sig tilbage fra langrend i 2015.
Skofterud bekræftede i juni 2008, at hun var i et forhold til en kvinde. Hun havde tidligere været i forhold til mænd.
Skofterud blev rapporteret savnet tidligt om morgenen den 29. juli 2018 og blev fundet død på en holm. Politiet oplyste, at hun sandsynligvis døde øjeblikkeligt af skader efter en jetskiulykke nær Arendal. Skofterud var under indflydelse af alkohol på tidspunktet for hændelsen med en alkoholpromille over den lovlige grænse på 0,8 ‰.
Hun blev 38 år gammel.